# شتلاند
شَتلَند أو شِتلَند أو شتلاند (بالإنجليزية: Shetland، بالنوردية القديمة: Hjaltland) كما يُطلق عليها اسم جزر شِتلَند هو أرخبيل إسكتلندي شبهُ قطبيّ يقع شمال شرقي بريطانيا العظمى.
تقع الجزر على بعد حوالي 80 كـم (50 ميل) شمال شرقي جزر أوركني وتبعد مسافة 168 كـم (104 ميل) عن البر الرئيسي لإسكتلندا ومسافة 280 كـم (170 ميل) إلى الجنوب الشرقي من جزر فارو. وتشكل جزءاً من الحد الفاصل بين المحيط الأطلسي غرباً وبحر الشمال شرقاً. تبلغ مساحتها الكلية 1,466 كـم2 (566 ميل2) وعدد سكانها 23,210 نسمة عام 2011. يتألف مجلس جزر شِتلَند من دائرة شِتلَند الانتخابية التابعة للبرلمان الإسكتلندي وهو أحد مجالس مناطق إسكتلندا الإثنا وثلاثون. تمثل ليرويك مركزاً إدارياً للجزر وهي البلدة الوحيدة المتمتعة بالحكم الذاتيّ عليها فضلاً عن كونها العاصمة الرسمية للأرخبيل منذ نقلها من سكالاوي عام 1708.
تعد مَينلَند أكبر جزر شِتلَند حيث تبلغ مساحتها 967 كـم2 (373 ميل2) وهي بذلك ثالث أكبر جزر إسكتلندا وخامس أكبر الجزر البريطانية. هناك 15 جزيرة أخرى مأهولة بالسكان. يتميز الأرخبيل بمناخه المحيطي وتكوينه الجيولوجي المعقد ووعورة شريطه الساحلي ووجود العديد من التلال المتدحرجة منخفضة الارتفاع.
سكن البشر شِتلَند منذ العصر الحجري الوسيط. وترجع أقدم الأدلة المكتوبة الدالة على الجزر إلى زمن الرومان. غلبت التأثيرات الاسكندنافية على شِتلَند خلال العصور الوسطى الأولى ولا سيما تلك القادمة من النرويج، ولم تغدو الجزر جزءاً من إسكتلندا إلا حتى القرن الخامس عشر. تراجعت التجارة مع شمال أوروبا حينما أصبحت إسكتلندا جزءاً من مملكة بريطانيا العظمى عام 1707. حافظ صيد الأسماك على دوره الحيوي بين جوانب النشاط الاقتصادي على شِتلَند حتى الوقت الحاضر. وقد أدى اكتشاف نفط بحر الشمال خلال سبعينيات القرن العشرين إلى انتعاش كبير في الاقتصاد والتوظيف وعائدات القطاع العام في إسكتلندا.
تعكس طريقة الحياة المحلية التراث الإسكتلندي والنوردي للجزر ومن ضمنها مهرجان آب هيلي آه للنيران والتقاليد الموسيقية الراسخة ولا سيما النمط التقليدي للعزف على الكمان. قدمت شِتلَند مجموعة متنوعة من كُتَّاب النثر والشعر الذين غالباً ما كتبوا أعمالهم باللهجة الشِتلَندية من اللغة الإسكتلندية. توجد مناطق عدة أقيمت خصيصاً بغية حماية الأنواع النباتية والحيوانية المحلية بما فيها عدد من مواقع تعشيش الطيور البحرية الهامة. يعد مهر شِتلَند وكلب الغنم الشِتلَندي من السلالات الحيوانية التي تشتهر بها شِتلَند. ومن السلالات المحلية الأخرى خروف شِتلَند وبقرة والإوز والبط. وقد انقرض خنزير شِتلَند منذ حوالي عام 1930.
شعار الجزر الذي يظهر على شعار نبالة المجلس هو «ستُبنى الأرض بالقانون» (بالنوردية القديمة: Með lögum skal land byggja) وهي عبارة مأخوذة من قانون يُتلَند الدنماركي لعام 1241 والمذكورة في ساغا نيال.

## نُبذة تاريخية
ظلت جزر شِتلَند جُزءاً من النرويج حتى عام 1469م. وبَقِيَتْ فيها الكثير من الأسماء والعادات النرويجية بما في ذلك مهرجان نار الفايكنج، (آب هيلي آه)، الذي تجري فيه طقوس إحراق سفينة فايكنج ضخمة.

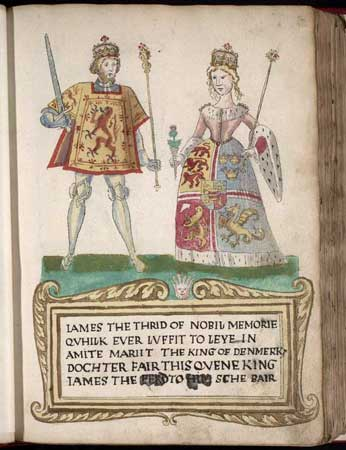
لوحة فنية لجيمس ثالث ملك إسكتلندا ومارجريت أميرة النرويج

### تاريخ الفايكنج في شِتلَند
استوطن الإسكندينافيون (الفايكنج) جزر شِتلَند في القرنين الثامن والتاسع الميلادييَّن. وفي شِتلَند الكثير من الأسماء لأشخاص وأماكن تعود إلى أصل إسكندينافي قديم. كما بقيت بعض العادات الإسكندينافية مثل آب هيلي آه وهو عيد مهرجان النار الذي يقام في يناير.
تُحيا ذكراه بارتداء سكان جزيرة شِتلَند أزياء الفايكنج في يناير من كل عام أثناء مهرجان النار.

### شِتلَند تحت الحكم الأسكتلندي
أصبحت شِتلَند تحت الحكم الأسكتلندي عندما تزوج ملك إسكتلندا جيمس الثالث أميرة النرويج مارجريت.

## الجغرافيا والتكوين الجيولوجي
تقع شِتلَند على بعد حوالي 170 كيلومتر (110 ميل) شمالي البر الرئيسي لإسكتلندا، وتبلغ مساحتها 1,468 كيلومتر مربع (567 ميل2) وطول شريطها الساحلي 2,702 كيلومتر (1,679 ميل).
تمثل ليرويك العاصمة وأكبر تجمع سكاني بعدد سكان قدره 6,958 نسمة، ويعيش حوالي نصف المجموع الكلي لسكان الأرخبيل البالغ عددهم 23,167 نسمة على مسافة 16 كيلومتر (10 ميل) من البلدة.
يقدر عدد سكان سكالاوي الواقعة على الساحل الغربي بأقل من 1,000 نسمة، وقد كانت سكالاوي العاصمة حتى عام 1708.
إن عدد الجزر الآهلة بالسكان هو ستة عشر جزيرة فقط من أصل نحو مئة جزيرة. تُعرف الجزيرة الرئيسية للأرخبيل بمَينلَند، وهي أكبرها مساحةً ويليها ييل ثم أونست ثم فيتلار وتقع جميعها في القسم الشمالي من شِتلَند، وتقع جزيرتي وولسي وبريسه في القسم الشرقي، أما جزر بورا الشرقية والغربية وموكل رو وبابا ستور وتروندرا وفيلا فهي من بين الجزر الأصغر والواقعة غربي جزيرة مَينلَند. وبالنسبة للجزر الأخرى المأهولة فهناك ايضاً جزيرة فولا والتي تبعد مسافة 28 كيلومتر (17 ميل) غربي وولز وجزيرة فير التي تبعد عن جنوبي غرب رأس سومبورغ مسافة 38 كيلومتر (24 ميل) وأوت سكيريز شرقاً.

## الطبيعة
تحتوي شِتلَند على طبيعة خلابة تجذب آلاف الطيور البحرية ولكنَّ عددًا كبيرًا من هذه الطيور مات مؤخَّرًا، بسبب تَسرُّب النفط إلى البحر.
كما أن شِتلَند تحتوي على مواقع محمية منها موقع من الطراز العالمي لمراقبة الطيور، محميات الحياة البرية في عدة مواقع في شِتلَند
ومع 138 الشواطئ الرملية، والمناظر الطبيعية الخلابة هي في كل زاوية.
كما أن أكثر من 100 موقع في شِتلَند ذات أهمية جيولوجية عضوية لشبكة حدائق الجيولوجية العالمية

### السطح
تمتد جزر شِتلَند نحو 115كم من الشمال إلى الجنوب، ونحو 60كم من الشرق إلى الغرب. ويبلغ طول الجزيرة الرئيسية مَينلَند، نحو 85 كم. ومعظم أراضي الجزر جرداء تسودها أرض خلنجية تخلو من الأشجار. وتُعدُّ قمة روناس هيل أعلى قمة في مَينلَند حيث يبلغ ارتفاعها 450 م فوق سطح البحر.

### المناخ
صيف شِتلَند معتدل، وشتاؤها بارد. يبلغ معدّل درجة الحرارة نحو 3°م شتاءً و 13°م صيفًا. وتسود هذه الجزر عواصف كثيرة.

## التنظيم الإداري
تدير شِتلَند هيئة مجلس الجزيرة الذي تأسس عام 1975م، وظهر هذا المجلس جزءًا من إعادة تنظيم الحُكْم المحليّ في إسكتلندا. يعيش أكثر من نصف السكان في مَينلَند التي تُعَدّ أكبر جزيرة. والجزر الآهلة بالسكان هي عشر فقط. تُعَدّ ليريك المْرَكَز الإداريَّ، وتقع على الساحل الشرقيّ لمَينلَند. ويَقْطُن فيها ثلث السكان.

## الصناعة
قبل تَطَوُّر صناعة النِّفط في السبعينيّات كانت الأعمالُ الوحيدةُ هي الزراعة وصيد الأسماك وحياكة الصوف .

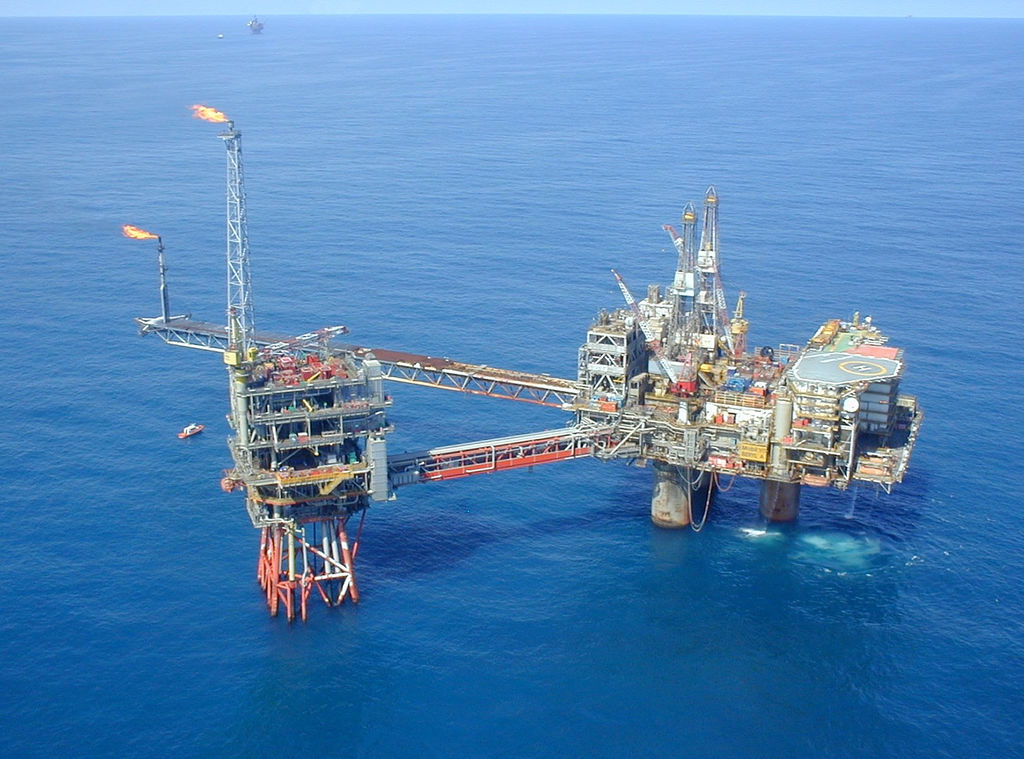
منصة نفطية لشركة أباتشي في حوض شرق شِتلَند

### النفط
تُعَدُّ شِتلَند مركزّا مهمّا لخدمة صناعة النِّفط في بحر الشمال. وقد أدى نموّ هذه الصناعة إلى تغييرات عديدة منذ السبعينيّات من القرن العشرين. وترك الكثير من السكان الزراعة أو صيد الأسماك ليعملوا في صناعة النفط. وأُجريت توسّعات كبيرة لميناء ليريك، لاستيعاب سفن الخدمة.
وهناك حركة كثيفة للطائرات المروحية في مطار سَمْبَرغ باتجاه المنشآت النفطية. وكذلك يوجد خليج صغير يدعى سَلُوم فو في الطرف الشمالي يحتوي على محطة ضخمة، تتجمع فيها أنابيب النِّفط القادمة من حقول النِّفط في بحر الشمال.

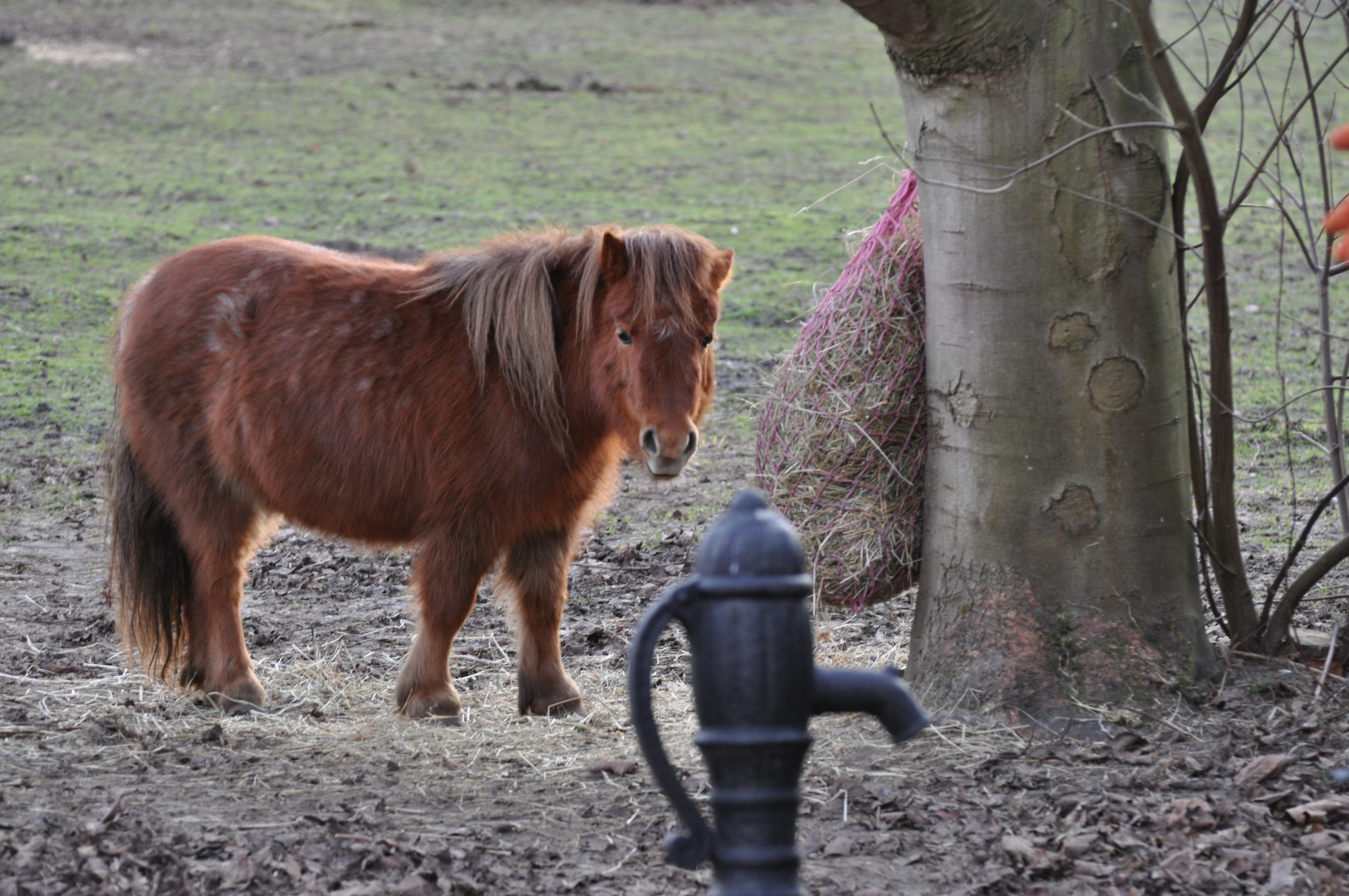
صورة مهر شِتلَند في إحدى مراعي شِتلَند

### الزراعة وصيد الأسماك
يُعَدّ المزارعون في شِتلَند من المزارعين الصِغار الذين يحرثون مناطق صغيرة فقط. فبعضهم يملك قطعانًا صغيرة من الأغنام، وقليلاً من الأبقار، في حين يُصَدِّر آخرون خيولاً تُعرف باسم خيول شِتلَند.

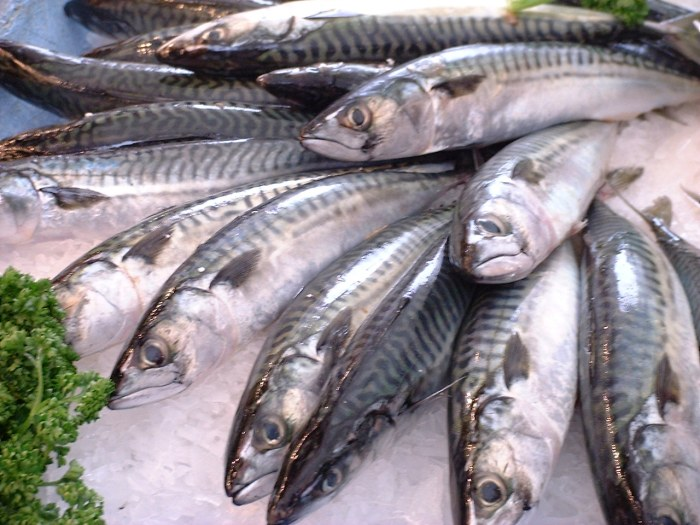
صورة لسمك الإسقمري المنتشر في أحواض شِتلَند

#### صيد الأسماك
وقد تأثرت صناعة صيد سمك السردين والرِّنجة التي كانت رائجة فيما مضى، إلى حد كبير، بسبب حَظْر فرضته السوق الأوروبية المشتركة على صيد الأسماك في بحر الشمال من عام 1977 وحتى 1981م. ومنذ عام 1981م، ازدهرت صناعة صيد الأسماك. وأهم أنواع الأسماك: القد، الحدوق، الرنجة، الإسقمري الأبيض. ولمزارع السالمون أهميتها الملموسة أيضًا.

### الملابس الصوفية
منذ القرن السادس عشر، استخدم السكان أصواف شِتلَند الممتازة، في صناعة الثياب الصوفية، وفي حياكة ملابس عالية الجودة.

## المنتجات الرئيسية
الأسماك، الملابس الصوفية، الخيول، الأغنام.

## النقل والمواصلات

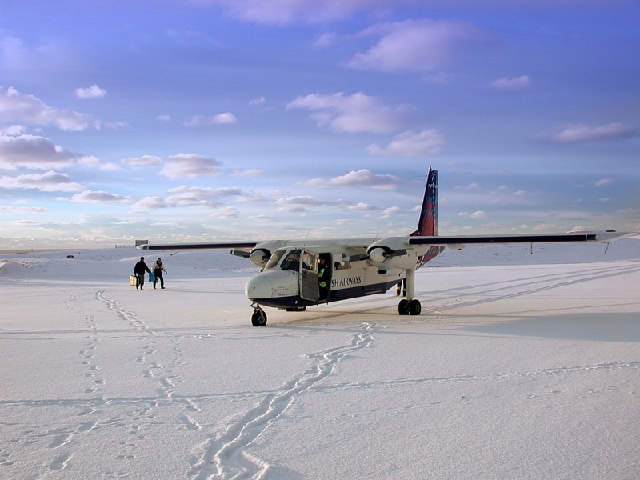
صورة مهر شِتلَند في إحدى مراعي شِتلَند

هناك رحلات منتظمة للسفن البحرية بين مدينتي أبردين وليريك. وتستغرق الرحلة التي تبلغ مسافتها 340 كم نحو 14ساعة. ويستطيع الزّوار أن يسافروا جوًا من أبردين أو إنفرنس إلى مطار سَمْبرغ في مَينلَند. وتربط السفن البخارية والمراكب السريعة مَينلَند ببقية الجزر.

## الإعلام

### الجرائد
وتَصْدُر جريدة شِتلَند تايمز الأسبوعية.

### إذاعة شِتلَند
إذاعة شِتلَند هي إذاعة محلية من محطة الإذاعة البريطانية بي بي سي.

## السياحة
تعتبر السياحة مهمة في شِتلَند فهي مكان مثالي لعطلة عائلية أو فردية فهي تتوفر على العديد من أنشطة التي يمكن ممارستها في جزر شِتلَند
زيارة أماكن طبيعية وآثار تاريخية والكثير من أنشطة الترفيهية

### الطبيعة
ما يميز جزر شِتلَند أنها تحتوي على مواقع طبيعة خلابة منها موقع من الطراز العالمي لمراقبة الطيور، محميات الحياة البرية في عدة مواقع في شِتلَند.
كما تحتوي على 138 من الشواطئ الرملية، والمناظر الطبيعية الخلابة في كل زاوية منها.

### أنشطة الترفيهية
كما تحتوي شِتلَند على العديد من أنشطة الترفيهية مثل ركوب الدراجات الجبلية، صيد سمك السلمون المرقط، والغوص لهواة السباحة
و أنشطة رياضية منها لعبة غولف والتنس والرياضات الأخرى يمكن أن تبقي لكم شِتلَند نشطة طوال اليوم.

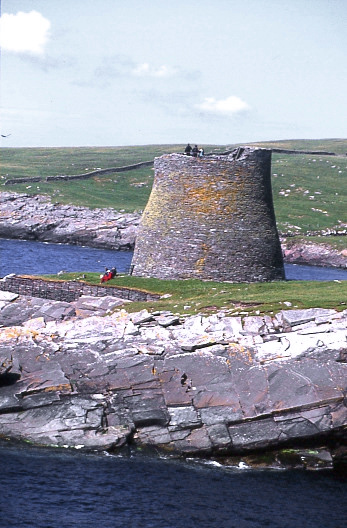
من آثار التاريخية لجزيرة شِتلَند

### الأثار
الأماكن التي تستحق المشاهدة في شِتلَند :
- قلعة سكالووي التي بُنِيَتْ في القرن السابع عشر
- بروك موسى (بالإنجليزية: Broch of Mousa)‏
- المكتشفات الأثرية في جارل شوف قرب سمبرغ

## وصلات خارجية
- جزر شِتلَند الموسوعة نت
- الموقع الرسمي لجزر شِتلَند
- الموقع الرسمي للسياحة جزر شِتلَند